# Campionati africani di atletica leggera 2018 - Salto triplo femminile
La specialità del salto triplo femminile ai campionati africani di atletica leggera di Asaba 2018 si è svolta il 5 agosto allo Stadio Stephen Keshi.

## Risultati
| Class   | Atleta              | Nazione      | #1    | #2    | #3    | #4    | #5    | #6    | Risultati | Note |
| ------- | ------------------- | ------------ | ----- | ----- | ----- | ----- | ----- | ----- | --------- | ---- |
| Oro     | Grace Anigbata      | Nigeria      | 13.30 | 14.02 | 13.13 | 13.33 | 13.76 | 13.72 | 14.02     |      |
| Argento | Zinzi Chabangu      | Sudafrica    | 13.04 | x     | 13.59 | x     | x     | x     | 13.59     |      |
| Bronzo  | Lerato Sechele      | Lesotho      | 13.30 | 13.31 | x     | x     | x     | 13.25 | 13.31     |      |
| 4       | Patience Ntshingila | Sudafrica    | 12.74 | x     | 13.15 | x     | x     | ?     | 13.15     |      |
| 5       | Sangoné Kandji      | Senegal      | 12.75 | 13.01 | x     | x     | 12.54 | x     | 13.01     |      |
| 6       | Blessing Ibrahim    | Nigeria      | 11.64 | x     | 12.71 | x     | 12.48 | 12.97 | 12.97     |      |
| 7       | Liliane Potiron     | Mauritius    | 12.43 | 12.49 | x     | 12.26 | 12.45 | 12.58 | 12.58     |      |
| 8       | Esraa Owis          | Egitto       | 12.22 | 12.01 | 12.13 | 12.22 | x     | 12.06 | 12.22     |      |
| 9       | Fatoumata Koala     | Burkina Faso | x     | 11.96 | x     |       |       |       | 11.96     |      |
|         | Joan Cherono        | Kenya        |       |       |       |       |       |       | dns       |      |
|         | Aryat Dibow         | Etiopia      |       |       |       |       |       |       | dns       |      |